# Scenopinus squamosus
Scenopinus squamosus är en tvåvingeart som beskrevs av Villeneuve 1913. Scenopinus squamosus ingår i släktet Scenopinus och familjen fönsterflugor.
Artens utbredningsområde är Algeriet. Inga underarter finns listade i Catalogue of Life.